# Сикамор (Џорџија)
Сикамор (Џорџија) (енгл. Sycamore) град је у америчкој савезној држави Џорџија. По попису становништва из 2010. у њему је живело 711 становника.

## Демографија
Према попису становништва из 2010. у граду је живело 711 становника, што је 215 (43,3%) становника више него 2000. године.
| Група             | 2000.       | 2010.       |
| Белци             | 401 (80,8%) | 432 (60,8%) |
| Афроамериканци    | 83 (16,7%)  | 255 (35,9%) |
| Азијати           | 0 (0,0%)    | 0 (0,0%)    |
| Хиспаноамериканци | 9 (1,8%)    | 20 (2,8%)   |
| Укупно            | 496         | 711         |